# Cophixalus neglectus
Cophixalus neglectus är en groddjursart som beskrevs av Richard G. Zweifel 1962. Cophixalus neglectus ingår i släktet Cophixalus och familjen Microhylidae. IUCN kategoriserar arten globalt som starkt hotad. Inga underarter finns listade i Catalogue of Life.